# Progress Glazov
Le Progress Glazov - en russe : Прогресс Глазов - est un club de hockey sur glace de Glazov en Russie. Il évolue dans la Pervaïa Liga, le troisième échelon russe.

## Historique
Le club est créé en 1954. Il a changé plusieurs fois de nom au cours de son existence:
- 1954-1956: Traktor
- 1957-1961: Torpedo
- Depuis 1962 : Progress

## Palmarès
- Aucun titre.